# Calamotropha delatalis
Calamotropha delatalis là một loài bướm đêm trong họ Crambidae.